# Mongolsko na Letních olympijských hrách 2016
Mongolsko se účastnilo Letní olympiády 2016.

## Medailisté
| Medaile | Jméno                      | Sport | Soutěž                    |
| ------- | -------------------------- | ----- | ------------------------- |
| Stříbro | Dordžsürengín Sumijá       | Judo  | Ženy 57 kg                |
| Bronz   | Dorjnyambuugiin Otgondalai | Box   | Muži lehká váha (– 60 kg) |